# Совет Россия — НАТО
Совет Россия — НАТО — главная структура и форум для развития сотрудничества и координации военно-политических действий между Российской Федерацией — Россией и государствами-членами НАТО.
Совет был учреждён 28 мая 2002 года на Римской встрече в верхах Россия-НАТО. На момент заключения соглашения его участники полагали, что ставят точку в «холодной войне».
Непосредственно подписание Римской декларации о создании Совета президентом России В. В. Путиным, президентом США Бушем-младшим и генеральным секретарём НАТО Робертсоном в присутствии президента Франции Ширака, премьер-министра Великобритании Блэра, премьер-министра Италии Берлускони и других западных лидеров произошло на натовской военной базе Пратика-ди-Маре близ Рима. Значительную подготовительную и посредническую работу в разработке идеи и организации саммита провёл Сильвио Берлускони, движимый желанием наладить военно-политический диалог между Североатлантическим альянсом и Россией.
Совет Россия-НАТО, начавший функционировать после саммита в Италии, 6 лет способствовал координации усилий НАТО и России на важных направлениях борьбы с международным терроризмом, в частности, в Афганистане. После войны России и Грузии из-за Южной Осетии 2008 года в качестве ограничительной меры против России страны НАТО приостановили работу Совета, а после аннексии Крыма Россией в 2014 году и войны на востоке Украины этот Совет, как и вся идея долгосрочного партнёрства между Россией и НАТО, были заморожены на неопределённое время.
В феврале 2017 года, на фоне затяжной войны в Сирии и Ираке, военно-политические контакты между Россией и НАТО возобновились, но в 2018 году вновь были заморожены, а освобождённый в том же году от должности постпреда РФ при НАТО Александр Грушко стал последним в этой должности, место оставалось вакантным вплоть до приостановления работы постоянного представительства в ноябре 2021 года.
В январе 2022 года генеральный секретарь НАТО Йенс Столтенберг заявил, что Россия и НАТО восстанавливают работу своих миссий в Москве и Брюсселе. Также, по его словам, Североатлантический альянс и Россия «не будут жалеть усилий для поиска путей, чтобы двигаться вперёд». Однако после начала вторжения России на Украину уже в феврале 2022 года лидеры стран НАТО на саммите в Мадриде назвали Россию «самой значительной и прямой угрозой альянсу», а ведущие российских федеральных телеканалов заявили о том, что Россия уже воюет с НАТО (на территории Украины) и о начале Третьей мировой войны.

## История

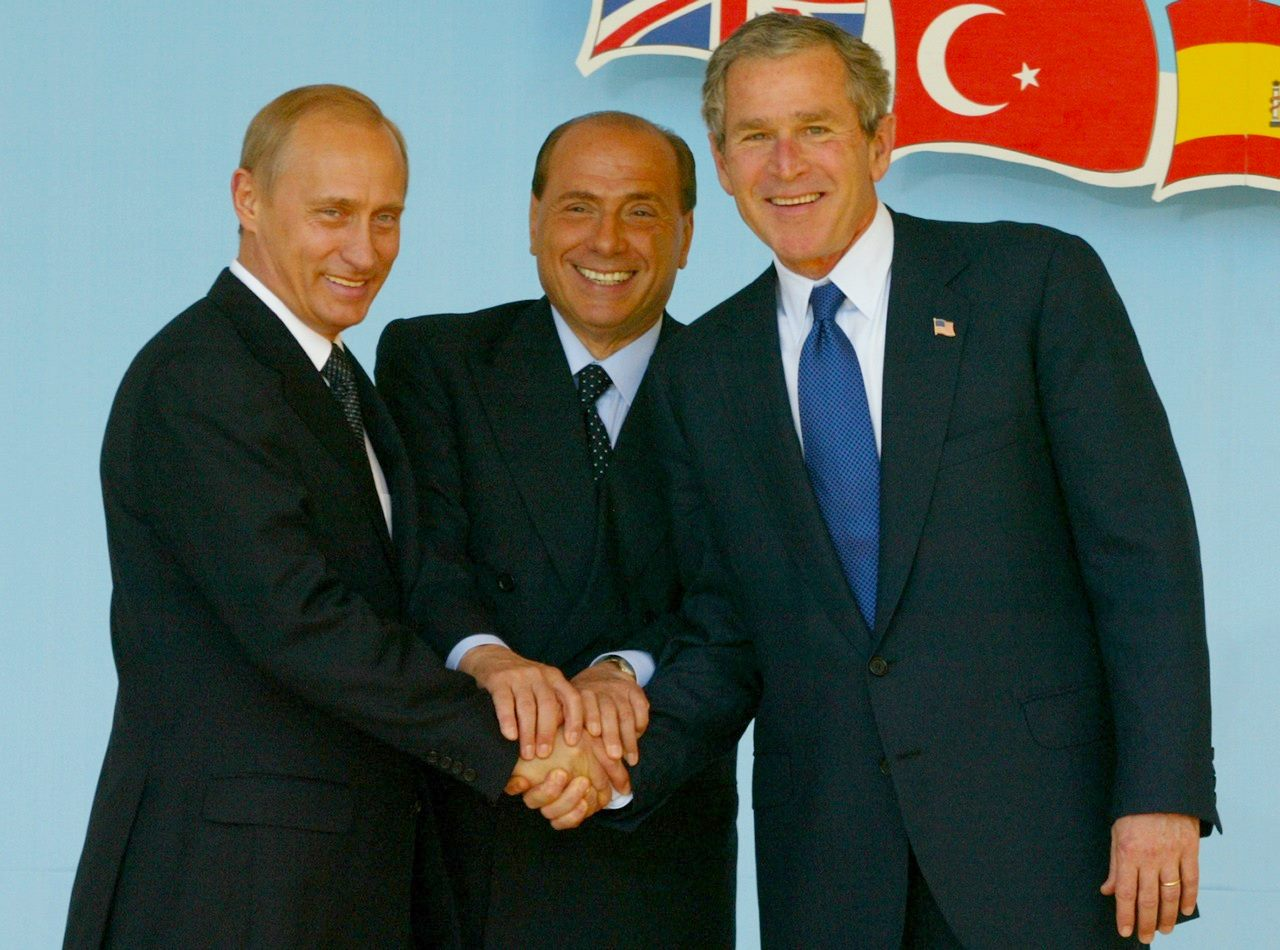
Саммит Россия-НАТО. 2002 год

Совет Россия-НАТО пришёл на смену Совместному постоянному совету (СПС) и создавался в соответствии с Римской декларацией 2002 года «Отношения Россия-НАТО: новое качество», основанной на целях и принципах Основополагающего акта 1997 года. Цель — служить механизмом для консультаций, сотрудничества и проведения совместных действий. Римская декларация гарантирует равноправное партнерство для России и государств-членов НАТО.
В течение 6 лет, вплоть до лета 2008 года, СРН заседал дважды в год на уровне министров иностранных дел и министров обороны, а также начальников генерального штаба. Военное сотрудничество координировалось в общем комитете ежемесячно под председательством Генерального секретаря НАТО; по мере возможности — на уровне глав государств и правительств. В структуре Совета Россия-НАТО находился Подготовительный комитет, заседания которого проходили не реже двух раз в месяц. Комитет готовил вопросы для последующего обсуждения на уровне послов и наблюдал за деятельностью всех экспертов под эгидой СРН. На заседаниях СРН Россия и государства-члены НАТО проводили встречи на равных в формате «29», в то время как ранее, при СПС, был принят двусторонний формат «НАТО+1». Члены Совета Россия-НАТО несли коллективную ответственность за решения, принятые в национальном качестве и не нарушающие принципы коллективных обязательств.
Ключевые области сотрудничества — борьба с терроризмом, антикризисное регулирование в очагах напряжённости, нераспространение ядерного оружия, контроль над вооружениями и меры по укреплению доверия, противоракетная оборона театра военных действий, тыловое обеспечение, военное сотрудничество, военная реформа и гражданские чрезвычайные ситуации.
Совет Россия-НАТО учредил более 25 рабочих групп и комитетов для развития сотрудничества в области борьбы с терроризмом, нераспространения, миротворчества, противоракетной обороны театра военных действий, управления использованием воздушного пространства, гражданских чрезвычайных ситуаций, военной реформы, тылового обеспечения и научного сотрудничества в интересах мира и безопасности. После 2008 года работа Совета была сокращена, а после 2014 года свёрнута по инициативе НАТО.

## Практическое сотрудничество СРН

### Борьба против терроризма
Совету Россия-НАТО удалось добиться определенных успехов в проведении совместных мероприятий в области борьбы против терроризма и ликвидации последствий террористических актов. Регулярно осуществляются обмен информацией, углубленные консультаций, совместные оценки угроз, планирование использования гражданских служб в случае терактов, диалоги на высоком уровне о роли вооруженных сил в борьбе против терроризма, а также изучение выводов и опыта недавних террористических актов и научно-технического взаимодействия. В декабре 2004 года на заседании СРН на уровне министров иностранных дел был утвержден комплексный План действий СРН по терроризму, направленный на повышение уровня общей координации и стратегического сотрудничества в рамках СРН. С декабря 2004 года осуществляется совместная предварительная подготовка российских кораблей для участия в военно-морской контртеррористической операции НАТО «Активные усилия», проходящей в Средиземном море.
Третий по счету саммит СРН, который прошел в Лиссабоне 20 ноября 2010 года, дал новый виток в развитии совместных антитеррористических программ. На встрече президент Дмитрий Медведев и представители НАТО высказали свою готовность к сотрудничеству в осуществлении деятельности, направленной на обеспечение безопасности в регионе. Также стороны договорились о том, что они в дальнейшем будут кооперировать свои действия в борьбе с международным терроризмом, обоюдно определив её как актуальную угрозу современности. 15 апреля 2011 года в Берлине состоялась встреча на высшем уровне, на которой было подписано итоговое коммюнике, в котором содержался план совместных действий СРН по борьбе с терроризмом.

### Сотрудничество по Афганистану
Подгруппа СРН по Афганистану была создана в 2010 году и призвана стать площадкой, способствующей сотрудничеству по Афганистану в областях, представляющих взаимный интерес, включая строительство Афганских национальных сил безопасности и тыловое обеспечение МССБ (ИСАФ). СРН успешно осуществляет ряд проектов практического сотрудничества по Афганистану: Проект по обучению специалистов афганских ВВС по техническому обслуживанию вертолетов и Проект по обучению сотрудников правоохранительных органов методам борьбы с незаконным оборотом наркотиков, которые ведут Руководящие исполнительные комитеты.

### Военное сотрудничество
В ходе работы СРН проводится подготовка к проведению возможных совместных военных операций в будущем. Поэтому одним из ключевых моментов являются учения, входящие в программу, призванную повысить оперативную совместимость сил НАТО и России. На заседании СРН летом 2005 года были утверждены Политико-военные указания по повышению уровня оперативной совместимости войск России и стран НАТО.

### ПРО ТВД
По данному направлению были проведены три командно-штабных учения: в США в 2004 году, в Нидерландах в 2005 году и в России в 2006 году. Но проведение совместных учений РФ — НАТО по ПРО ТВД было прервано из-за конфликта в Грузии в 2008 году. Однако согласно итоговой декларации саммита 19-20 ноября 2010 года в Лиссабоне, лидерами 28 стран-членов НАТО было предложено возобновить совместные учения по противоракетной обороне театра военных действий.

### Контроль над вооружениями
Совет рассматривался и как площадка для ведения дискуссий по вопросам, связанным с контролем над обычными вооружениями, по вопросам ДОВСЕ и Договора по открытому небу.

## Приостановление и возобновление работы Совета Россия — НАТО
19 августа 2008 года работа Совета Россия-НАТО была прервана после начала войны в Грузии. Россия провела в регионе военную операцию, а затем признала независимость Южной Осетии и Абхазии. В тот же день было принято решение о создании Комиссии Грузия-НАТО, который должен был подготовить Грузию к вступлению в НАТО. Страны запада, в том числе и страны-члены НАТО, подвергли Россию критике за действия в Южной Осетии. В декабре 2008 года министры иностранных дел решили проводить неформальные переговоры в Совете Россия-НАТО, однако отношения оставались напряженными. Через некоторое время новое американское правительство во главе с Бараком Обамой сообщило о новом начале отношений с Россией. В марте 2009 года главы МИД 26 стран-членов альянса приняли политическое решение возобновить сотрудничество с Россией в рамках Совета Россия-НАТО.
1 апреля 2014 министры иностранных дел стран НАТО остановили военное сотрудничество с Россией из-за кризиса на Украине, однако НАТО продолжает кооперацию в Совете России-НАТО на дипломатическом уровне послов.
В марте 2017 года Генштаб России и НАТО впервые после заморозки отношений в 2014 году возобновили контакты по военной линии. Стороны обсудили ситуацию в кризисных регионах мира и возможные совместные усилия, имеющие цель снижение напряжённости, предотвращение инцидентов в ходе военной деятельности и развитие взаимных мер доверия. 7 марта в Анталье встретились начальник Генштаба Вооружённых сил России Валерий Герасимов, начальник турецкого Генерального штаба Хулуси Акар и глава Комитета начальников штабов Вооружённых сил США Джозеф Данфорд (ранее Герасимов и Данфорд встретились в Баку). В центре внимания были проблемы безопасности в Сирии и Ираке.
Последнее заседание Совета состоялось 12 января 2022 года в Брюсселе. На нём обсуждался вопрос требований РФ относительно гарантий безопасности, что страны — члены НАТО отвергли.

## Критика
Многие эксперты подвергают критике деятельность Совета Россия — НАТО, называя его неэффективным. В книге «NАТО точка Ру» российский государственный деятель и экс-представитель РФ при НАТО Дмитрий Рогозин высказался на этот счет:

Я согласен абсолютно с оценками о неэффективности Совета Россия — НАТО. Действительно, наши партнеры в рамках Совета Россия — НАТО пытаются выступать не в национальном качестве, то есть не 26 стран плюс Россия, как это было предусмотрено, а напротив, стремятся заранее определить свою общую позицию по тем или иным вопросам. Так дело не пойдет.